# Сибавиатранс

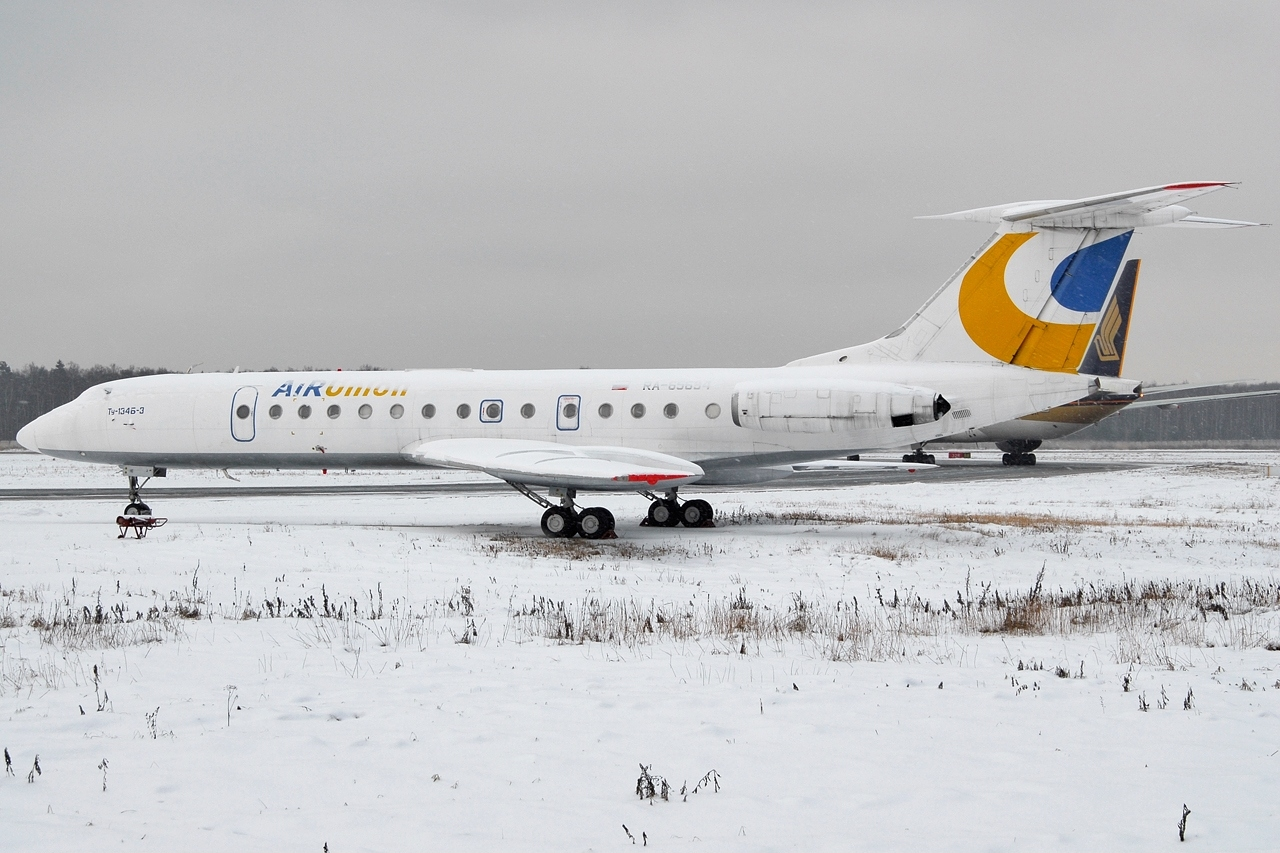
Ту-134

Сибавиатранс (SIAT) — существовавшая с 1995 по 2008 год российская авиакомпания с базой в Красноярске, входившая в альянс AiRUnion. В 1995—2008 выполняла самолётные и вертолётные перевозки (пассажирские и грузовые) по России и за её пределами (в частности, в Алма-Ату).
С 5 октября 2008 года из-за финансовых трудностей у «Сибавиатранса» была отозвана лицензия. В сентябре 2009 года компания признана банкротом

## История
Компания была основана в 1995 после роспуска подразделения Аэрофлот в Красноярскe. Компания первоначально эксплуатировала три Туполев Ту-154 и один Ан-74. В 2001 авиакомпания добавила в парк еще два Ту-154М, восемь Ан-24 и два Ан-32. В 2004 авиакомпания стала частью AiRUnion, первого всероссийского альянса авиаперевозчиков, добавив в свой парк два Ту-134 и два Як-40. В 2008 AiRUnion подал заявление о банкротстве, начав закрывать свои авиакомпании, Сибавиатранс был первым; за ним последовали Domodedovo Airlines и Омскавиа, наконец, в сентябре 2008 AiRUnion прекратил свое существование, прекратив существование двух оставшихся компаний альянса; KrasAir и Самарские авиалинии.

## Направления
«Сибавиатранс» выполнял рейсы по следующим внутренним регулярным направлениям (по состоянию на сентябрь 2008 г.):
- Абакан (Международный аэропорт Абакана)
- Барнаул (Аэропорт Барнаул)
- Байкит (Аэропорт Байкит)
- Белгород (Международный аэропорт Белгород)
- Бодайбо (Аэропорт Бодайбо)
- Братск (Аэропорт Братск)
- Челябинск (Аэропорт Баландино)
- Диксон (Аэропорт Диксон)
- Игарка ( Аэропорт Игарка)
- Иркутск (Аэропорт Иркутск)
- Казань (Международный аэропорт Казань)
- Кемерово (Международный аэропорт Кемерово)
- Краснодар (Международный аэропорт Краснодар)
- Красноярск (Аэропорт Емельяново) хаб
- Мотыгино
- Норильск (Аэропорт Алыкель) главный хаб
- Нижневартовск (Аэропорт Нижневартовск)
- Нижний Новгород (Международный аэропорт Нижнего Новгорода)
- Новосибирск (Аэропорт Толмачево)
- Новый Уренгой (Новый Уренгой)
- Омск (Аэропорт Центральный)
- Бор (Аэропорт Подкаменная Тунгуска)
- Северо-Енисейск (Аэропорт Северо-Енисейск)

## Флот
На июль 2018 года парк ВС авиакомпании включал 6 самолётов Ан-24 и 4 самолёта Ту-134
Ранее флот состоял из:

### Самолёты
- 8 Ан-24РВ
- 1 Ан-32
- 4 Ту-134А
- 1 Ту-154Б-2
- 2 Як 40
- 1 Як-40К

### Вертолёты
- 9 Ми-8